# N-320 (Spanje)
De N-320 is een weg in Spanje. De weg begint ten noorden van Albacete bij de aansluiting met de Autovía A-31. Hij voert noordwaarts langs de rivier Jũncar. De weg kruist met de Autovía A-3 voor hij door beboste heuvels voert.
De weg komt dan bij Cuenca waar hij kruist met de N-420 en de Autovía A-40 die in aanleg is. De N-320 gaat verder naar het noorden langs de westelijke rand van het bos Serrania de Cuenca. Daar gaat de weg westwaarts over de Mar de Castilla, een belangrijk Stuwmeer. Daarna gaat het door de bergen van La Alcarria en over de vlakte van Madrid.
De weg gaat in het noordoosten langs Madrid richting Guadalajara en kruist daar met de Autovía A-2 en de Autopista R-2. De weg eindigt ten noordoosten van Madrid bij Torrelaguna en een aansluiting op de Autovía A-1 langs de piekende Sierra de Guadarrama.
Autovías:
A-1
· A-2
· A-3
· A-4
· A-5
· A-6
· A-7
· A-8
· A-9
· A-10
· A-11
· A-12
· A-13
· A-14
· A-15
· A-16
· A-19
· A-21
· A-22
· A-23
· A-24
· A-26
· A-27
· A-28
· A-30
· A-31
· A-32
· A-33
· A-34
· A-35
· A-38
· A-40
· A-41
· A-42
· A-43
· A-44
· A-45
· A-47
· A-48
· A-49
· A-50
· A-51
· A-52
· A-53
· A-54
· A-55
· A-56
· A-57
· A-58
· A-59
· A-60
· A-62
· A-63
· A-64
· A-65
· A-66
· A-67
· A-68 
· A-70
· A-72
· A-73
· A-75
· A-76
· A-77
· A-80
· A-81
· A-83
· A-91

N-Wegen:
N-102
· N-104
· N-110
· N-111
· N-113
· N-120
· N-121
· N-121a
· N-121b
· N-121c
· N-122
· N-123
· N-124
· N-135
· N-138
· N-141
· N-145
· N-152
· N-204
· N-211
· N-220
· N-225
· N-230
· N-232
· N-234
· N-236
· N-237
· N-238
· N-240
· N-260
· N-301
· N-310
· N-320
· N-322
· N-323
· N-324
· N-325
· N-330
· N-331
· N-332
· N-333
· N-334
· N-335
· N-340
· N-341
· N-343
· N-344
· N-345
· N-350
· N-351
· N-357
· N-400
· N-401
· A-402
· N-403
· N-420
· N-431
· N-432
· N-433
· N-435
· N-441
· N-442
· N-443
· N-501
· N-502
· N-521
· N-525
· N-532
· N-536
· N-540
· N-541
· N-547
· N-550
· N-551
· N-552
· N-553
· N-554
· N-557
· N-601
· N-603
· N-610
· N-611
· N-620
· N-621
· N-622
· N-623
· N-625
· N-627
· N-629
· N-630
· N-631
· N-632
· N-634
· N-635
· N-636
· N-637
· N-640
· N-641
· N-642
· N-643
· N-651

Oude benummering Autovía's (wordt ook nog gebruikt):
N-I
· N-II
· N-III
· N-IV
· N-IVa
· N-V
· N-VI